# 麻木玲那
麻木 玲那（あさき れいな、1994年7月25日 - ）は、日本の女優。実業家である。福岡県出身。旧芸名は美沙 玲奈（びさ れいな）。
身長158cm。特技は空手。
2021年11月1日に自身のInstagramにて2021年10月31日をもって株式会社ココジャパンを契約満了で退所したことを報告。併せて、女優業からの引退も報告した。
その後は美容関係の会社を立ち上げ、関連商品をリリースする経営者である。
2023年11月1日、芸能界復帰を発表。なお事業も並行して行う。
2024年7月7日、期間限定のユニット「からげんき」を結成。相方は秦瑞穂。
2024年12月14日、GOTANDA G3でのワンマンライブ（ラストワンマン）で「からげんき」を卒業した。2025年にはオリジナル曲の配信が始まる予定。

## 出演作品

### テレビ
- Sweet30（2014年、TNC）
- 博多ステイハングリー（2014年、TNC）
- 博多ステイハングリー2-夢王-（2014年、TNC）
- TOKIOカケル （2015年、フジテレビ）
- オモクリ監督    (2015年、フジテレビ)
- 新・乾杯戦士アフターV（2015年10月）
- 丸の内小町（2016年12月25日、テレビ朝日[5]）
- 痛快TV スカッとジャパン（2018年9月3日、フジテレビ[6]）
- あなたと温泉に行ったら… (2019年、フジテレビONE）

### テレビドラマ
- 逃げるは恥だが役に立つ 第6話（2016年11月15日、TBS） - リリカ 役
- 西村京太郎サスペンス 十津川警部シリーズ 第8作「外房線に消えた女〜十津川の初恋〜」（2019年3月25日、TBS） - 小泉 役
- おじさまと猫 第1話（2021年1月7日、テレビ東京）

### 映画・短編映画
- コープスパーティー（2015年、山田雅史監督） - 鈴本繭 役
- イタズラなKiss THE MOVIE（2016年 - 2017年、溝口稔監督） - 主演・相原琴子 役 
  - ハイスクール編（2016年11月25日）[7]
  - キャンパス編（2017年1月27日）[8]
  - プロポーズ編（2017年11月25日）[9]
- グール 喰怨 ～百年、君を想う～　（2016年2月19日）- 芳乃 役
- 爪先の宇宙（2017年11月17日、谷内田彰久監督） - 朋子 役
- 時々もみじ色（2019年公開予定、向井宗敏監督）[10]
- カイジ ファイナルゲーム（2020年1月10日公開）
- はぐれアイドル地獄変（2020年9月12日、東海林毅監督） - 屋敷クリス 役

### ウェブテレビ
- 恋愛ドラマな恋がしたい シーズン3（2019年5月11日 - 、AbemaTV） - れにゃ 役
- ヒロミ・指原の“恋のお世話始めました” (2021年1月14日、ABEMA)

### 舞台
- 「リボンの騎士〜鷲尾高校演劇部奮闘記〜」 - (2014年)我孫子さやか 役
- 平熱43度プロデュース「熱血戦隊!!ハートレンジャー」 - (2014年) ハートピンク／桃川咲紀 役
- 「LOVEどきゅ〜ん2015」 - (2015年) る〜みん 役

### MV
- 忘れらんねえよ　「いいひとどまり」(2017年6月19日)
- the Raid.　「ワンナイト彼氏」(2019年)

### 雑誌
- 「WORLD GAMES MAGAZINE JAPAN VOL.1」週刊ジョージア グラビア巻頭SP (2014年)
- 「キモノハーツ2014」カタログモデル(2014年)